# Nicola Mingazzini
Nicola Mingazzini (Faenza, 13 agosto 1980) è un ex calciatore italiano, di ruolo centrocampista difensivo.

## Carriera

### Club

#### Gli inizi
Esordisce in Serie B con il Ravenna nella stagione 1998-1999 collezionando 2 presenze. L'anno successivo passa allo Spezia in Serie C2, totalizzando 22 presenze e conquistando la promozione in Serie C1. In tale categoria, sempre con i liguri, colleziona 76 presenze in 3 stagioni (fino al 2003) realizzando un gol nella stagione 2002-2003.

#### Atalanta
Nella stagione 2003-2004 approda in Serie B all'Atalanta (31 presenze), con la quale raggiunge la Serie A al termine del campionato. Dopo una stagione in massima serie (27 presenze) terminata con la retrocessione, nella stagione 2005-2006 è di nuovo in Serie B con i nerazzurri, e gioca 17 partite.

#### Bologna
Nel gennaio del 2006 passa al Bologna con la formula del prestito con diritto di riscatto della comproprietà, collezionando in metà stagione 16 presenze e 2 gol. A giugno 2006 viene esercitato il diritto di riscatto, e il Bologna paga la quota, fissata a 300.000 €, per metà del suo cartellino, mentre a giugno 2007 gli stessi rossoblu ne rilevano la restante metà dall'Atalanta per una cifra fra i 700.000 e gli 800.000 €.
Segna il suo primo gol in serie A il 2 febbraio 2009, realizzando l'unica rete dei felsinei in occasione della sconfitta 1-3 contro la Fiorentina. Con la stagione 2009-2010 conclude la sua esperienza rossoblu, svincolandosi alla scadenza del contratto.

#### Albinoleffe
Il 19 novembre 2010 firma con l'AlbinoLeffe un contratto di un anno con opzione per il secondo. Esordisce con la nuova maglia nell'incontro di Coppa Italia disputato all'Olimpico contro la Lazio (3-0 per la squadra di casa).

#### Nocerina, Pisa e Lucchese
Dopo un periodo di prova, il 7 dicembre 2011 firma un contratto fino al termine della stagione con la Nocerina, in Serie B.
A fine stagione con la retrocessione del club rimane svincolato.
Il 17 luglio 2012 firma un contratto biennale con il Pisa, in Lega Pro Prima Divisione.
Dalla stagione 2014-2015 firma un contratto con la Lucchese, in Lega Pro Prima Divisione.
L'8 maggio 2018 il direttore sportivo del club toscano, Antonio Obbedio, annuncia l'intenzione del giocatore di smettere di giocare, per dedicarsi alla carriera di allenatore. Tre giorni dopo lo stesso Mingazzini conferma il suo ritiro agonistico.

## Statistiche

### Presenze e reti nei club
| Stagione        | Squadra         | Campionato      | Campionato | Campionato | Coppe nazionali | Coppe nazionali | Coppe nazionali | Coppe continentali | Coppe continentali | Coppe continentali | Altre coppe | Altre coppe | Altre coppe | Totale | Totale |
| Stagione        | Squadra         | Comp            | Pres       | Reti       | Comp            | Pres            | Reti            | Comp               | Pres               | Reti               | Comp        | Pres        | Reti        | Pres   | Reti   |
| --------------- | --------------- | --------------- | ---------- | ---------- | --------------- | --------------- | --------------- | ------------------ | ------------------ | ------------------ | ----------- | ----------- | ----------- | ------ | ------ |
| 1998-1999       | Ravenna         | B               | 2          | 0          | CI              | 0               | 0               | -                  | -                  | -                  | -           | -           | -           | 2      | 0      |
| 1999-2000       | Spezia          | C2              | 22         | 0          | CI-C            | -               | -               | -                  | -                  | -                  | -           | -           | -           | 22     | 0      |
| 2000-2001       | Spezia          | C1              | 28+1       | 0          | CI-C            | 0               | 0               | -                  | -                  | -                  | -           | -           | -           | 29     | 0      |
| 2001-2002       | Spezia          | C1              | 20+2       | 0          | CI-C            | 0               | 0               | -                  | -                  | -                  | -           | -           | -           | 22     | 0      |
| 2002-2003       | Spezia          | C1              | 28         | 1          | CI              | 2               | 0               | -                  | -                  | -                  | -           | -           | -           | 30     | 1      |
| Totale Spezia   | Totale Spezia   | Totale Spezia   | 98+3       | 1          |                 | 2               | 0               |                    | -                  | -                  |             | -           | -           | 103    | 1      |
| 2003-2004       | Atalanta        | B               | 31         | 0          | CI              | 1               | 0               | -                  | -                  | -                  | -           | -           | -           | 32     | 0      |
| 2004-2005       | Atalanta        | A               | 27         | 0          | CI              | 8               | 0               | -                  | -                  | -                  | -           | -           | -           | 35     | 0      |
| 2005-gen. 2006  | Atalanta        | B               | 17         | 0          | CI              | 3               | 0               | -                  | -                  | -                  | -           | -           | -           | 20     | 0      |
| Totale Atalanta | Totale Atalanta | Totale Atalanta | 75         | 0          |                 | 12              | 0               |                    | -                  | -                  |             | -           | -           | 87     | 0      |
| gen.-giu. 2006  | Bologna         | B               | 16         | 2          | CI              | -               | -               | -                  | -                  | -                  | -           | -           | -           | 16     | 2      |
| 2006-2007       | Bologna         | B               | 33         | 2          | CI              | 3               | 0               | -                  | -                  | -                  | -           | -           | -           | 36     | 2      |
| 2007-2008       | Bologna         | B               | 37         | 2          | CI              | 2               | 1               | -                  | -                  | -                  | -           | -           | -           | 39     | 3      |
| 2008-2009       | Bologna         | A               | 27         | 2          | CI              | 2               | 0               | -                  | -                  | -                  | -           | -           | -           | 29     | 2      |
| 2009-2010       | Bologna         | A               | 24         | 0          | CI              | 1               | 0               | -                  | -                  | -                  | -           | -           | -           | 25     | 0      |
| Totale Bologna  | Totale Bologna  | Totale Bologna  | 137        | 8          |                 | 8               | 1               |                    | -                  | -                  |             | -           | -           | 145    | 9      |
| nov. 2010-2011  | AlbinoLeffe     | B               | 15         | 1          | CI              | 1               | 0               | -                  | -                  | -                  | -           | -           | -           | 16     | 1      |
| gen.-giu. 2012  | Nocerina        | B               | 15         | 0          | CI              | -               | -               | -                  | -                  | -                  | -           | -           | -           | 15     | 0      |
| 2012-2013       | Pisa            | 1D              | 23+3       | 0          | CI+CI-LP        | 2+3             | 0               | -                  | -                  | -                  | -           | -           | -           | 31     | 0      |
| 2013-2014       | Pisa            | 1D              | 24+1       | 0          | CI+CI-LP        | 1+1             | 0               | -                  | -                  | -                  | -           | -           | -           | 27     | 0      |
| Totale Pisa     | Totale Pisa     | Totale Pisa     | 47+4       | 0          |                 | 7               | 0               |                    | -                  | -                  |             | -           | -           | 58     | 0      |
| ott. 2014-2015  | Lucchese        | LP              | 23         | 1          | CI-LP           | -               | -               | -                  | -                  | -                  | -           | -           | -           | 23     | 1      |
| 2015-2016       | Lucchese        | LP              | 26         | 0          | CI+CI-LP        | 1+0             | 0               | -                  | -                  | -                  | -           | -           | -           | 27     | 0      |
| 2016-2017       | Lucchese        | LP              | 28+3       | 1          | CI-LP           | 2               | 0               | -                  | -                  | -                  | -           | -           | -           | 33     | 1      |
| 2017-2018       | Lucchese        | C               | 17         | 0          | CI+CI-C         | 1+0             | 0               | -                  | -                  | -                  | -           | -           | -           | 18     | 0      |
| Totale Lucchese | Totale Lucchese | Totale Lucchese | 94+3       | 2          |                 | 4               | 0               |                    | -                  | -                  |             | -           | -           | 101    | 2      |
| Totale carriera | Totale carriera | Totale carriera | 483+10     | 12         |                 | 34              | 1               |                    | -                  | -                  |             | -           | -           | 527    | 13     |

## Palmarès

### Club

#### Competizioni nazionali
- Serie B: 1

Atalanta: 2005-2006
- Serie C2: 1

Spezia: 1999-2000